# Samuel Whitbread (1764-1815)
Samuel Whitbread (18 janvier 1764 - 6 juillet 1815) est un homme politique britannique.

## Jeunesse
Whitbread est né à Cardington, Bedfordshire, le fils du brasseur Samuel Whitbread. Il fait ses études au Collège d'Eton, à Christ Church, Oxford et St John's College, Cambridge, après quoi il se lance dans un " Grand Tour " européen, visitant le Danemark, la Suède, la Russie, la Pologne, la Prusse, la France et l'Italie. Il retourne en Angleterre en mai 1786 et rejoint l'entreprise de brassage prospère de son père.

## Député
Whitbread est élu député de Bedford en 1790, poste qu'il occupe pendant vingt-trois ans. C'est un réformateur : champion des droits religieux et civils, pour l'abolition de l'esclavage, partisan d'un système éducatif national et, en 1795, parrain d'un projet de loi infructueux pour l'introduction du salaire minimum . C'est un ami proche et un collègue de Charles James Fox. Après la mort de Fox, Whitbread prend la direction des Whigs et, en 1805, mène la campagne pour faire destituer le vicomte Melville. En 1806, la Chambre des lords déclare Melville non coupable de toutes les accusations.
Whitbread admire Napoléon et ses réformes en France et en Europe. Il espère que bon nombre des réformes de Napoléon seront mises en œuvre en Grande-Bretagne. Tout au long de la Guerre d'indépendance espagnole, il minimise les défaites françaises, convaincu que tôt ou tard Napoléon triompherait, et il fait tout ce qu'il pouvait pour provoquer le retrait de la Grande-Bretagne du continent. Lorsque Napoléon abdique en 1814, il est dévasté. Whitbread commence à souffrir de dépression et le matin du 6 juillet 1815, il se suicide en se tranchant la gorge avec un rasoir.
Les Hammonds commentent que « Whitbread est un politicien à qui l’histoire a fait moins que justice... Sa qualité la plus notable était sa sympathie vive et énergique; il a passé sa vie dans des batailles sans espoir et est mort de sa propre main du désespoir public. » .

## Famille

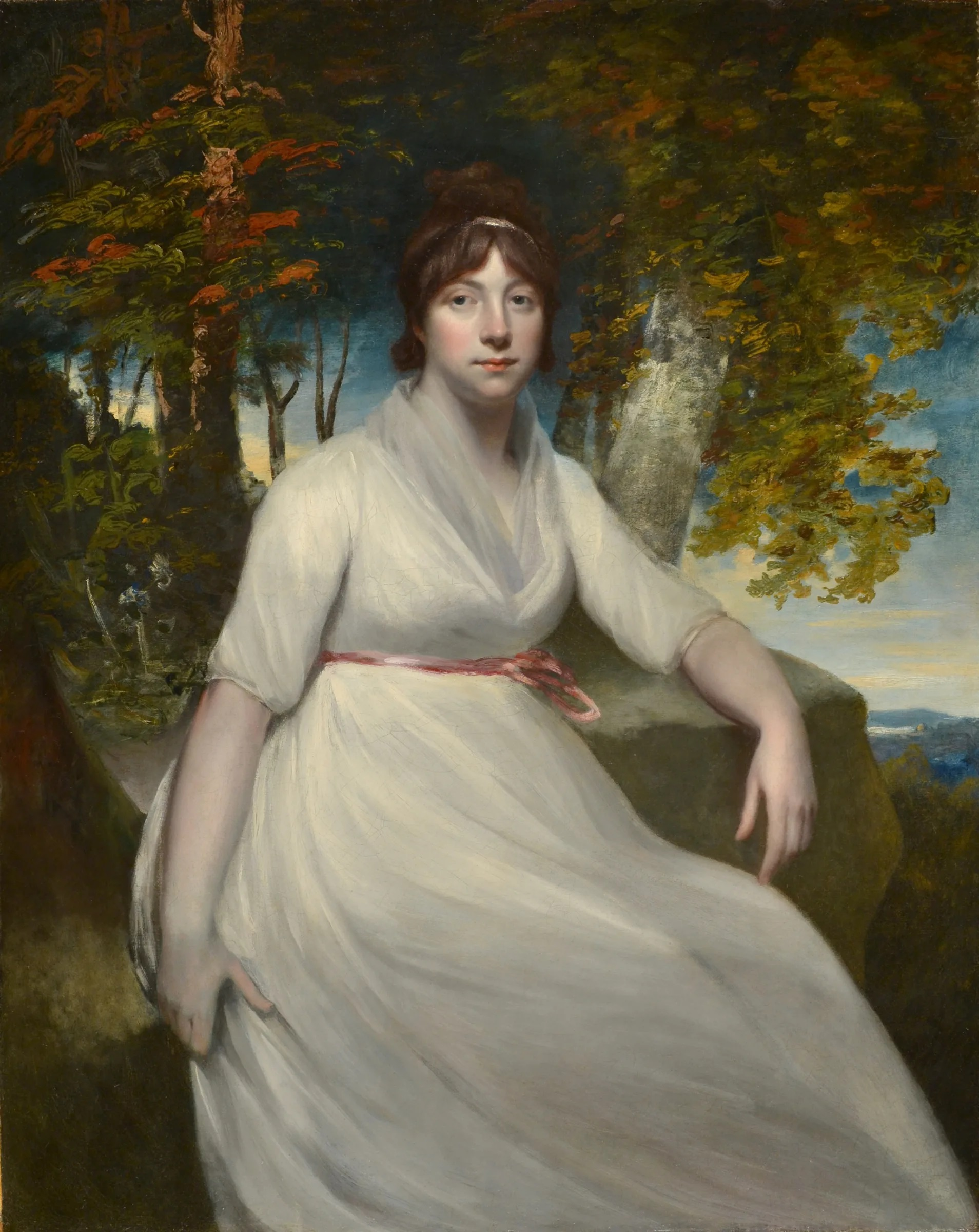
Lady Elizabeth Whitbread

Whitbread épouse Lady Elizabeth (1765–1846), la fille aînée de Charles Grey (1er comte Grey) le 26 décembre 1787. Leurs fils, William Henry Whitbread et Samuel Charles Whitbread, sont également députés.
L'Académie Samuel Whitbread du Central Bedfordshire, en Angleterre, porte son nom .